# 聖喬治特隆教堂

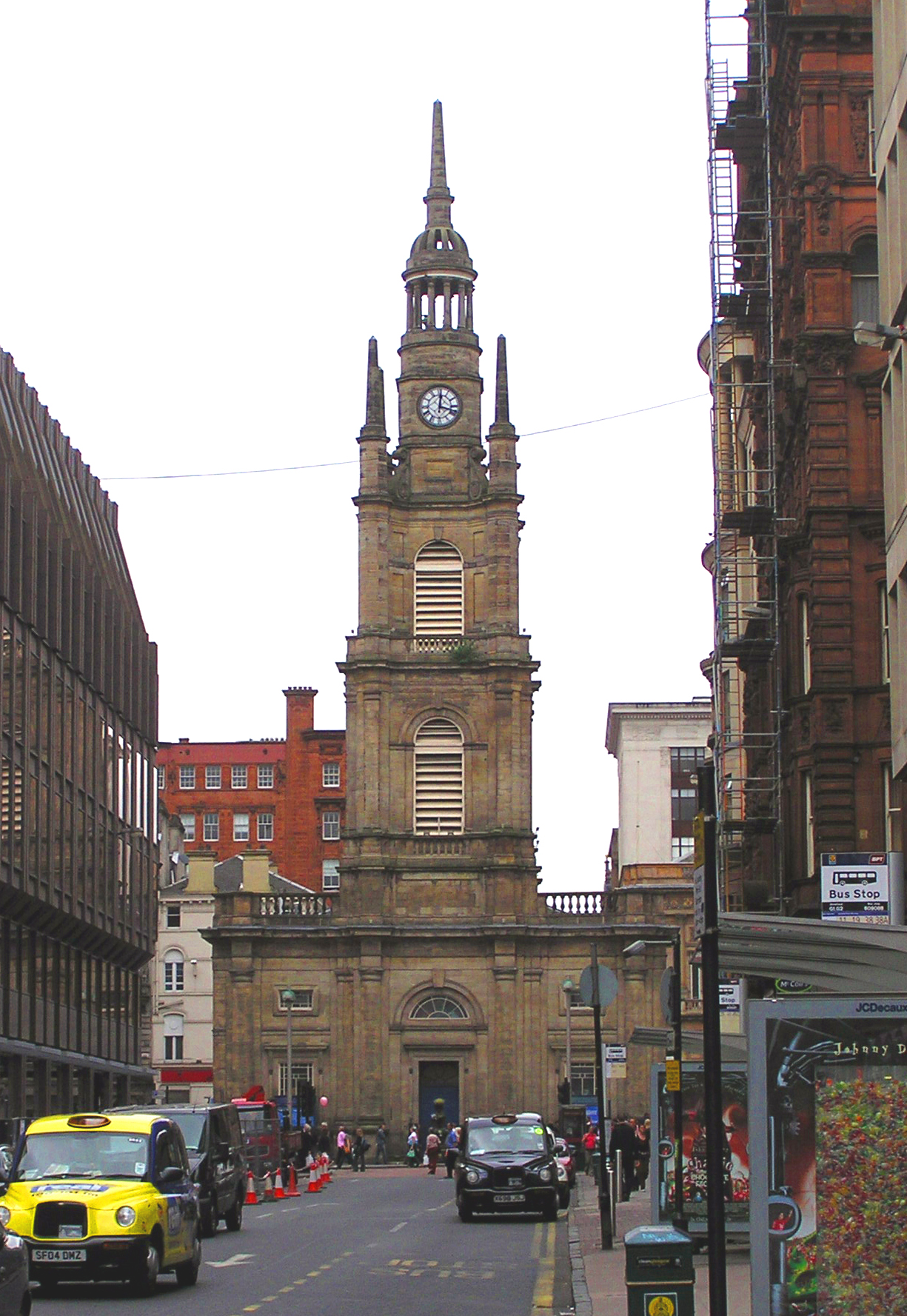

聖喬治特隆教堂（St George's Tron Church）是英國蘇格蘭格拉斯哥的一座蘇格蘭教會的教堂。這座教堂位於格拉斯哥市中心，啟用於1808年，最初名為聖喬治教區教堂。

## 外部連結
- St George's Tron Church of Scotland, Parish Church （页面存档备份，存于） (the Presbytery of Glasgow/Church of Scotland congregation, which meets in the building)